# Wamac (Illinois)
Wamac je grad u američkoj saveznoj državi Ilinois. Prema popisu stanovništva iz 2010. u njemu je živjelo 1.185 stanovnika.